# Aarne Vehkonen
Aarne Eino Henrik Vehkonen (Kajaani, 16 luglio 1927 – Hämeenlinna, 29 marzo 2011) è stato un sollevatore finlandese.

## Carriera
Prese parte ai Giochi olimpici di Helsinki 1952, classificandosi al tredicesimo posto. Nel 1951 ai campionati mondiali ed europei di Milano si piazzò rispettivamente al quinto e al secondo posto, conquistando un argento europeo. Nel 1954 ai mondiali ed europei di Vienna si classificò sesto e terzo, vincendo un bronzo europeo. Partecipò anche ai mondiali ed europei del 1955 (piazzandosi undicesimo e sesto) e nel 1956 (classificandosi ottavo).
Vinse per cinque volte i campionati nordici (1953, 1957, 1958, 1959 e 1963) e per otto volte i campionati finlandesi: nel 1951, 1953, 1954 e 1963 nel limite fino a 56 kg, e dal 1956 al 1959 nel limite fino a 60 kg.